# HD 80546
HD 80546，又名BD+33 1848，SAO 61424、HR 3707，是一颗恒星，视星等为6.16，位于銀經192.33，銀緯44.64，其B1900.0坐标为赤經9h 15m 23.3s，赤緯+33° 44.64′ 37″。